# Velika nagrada Švice 1947
Velika nagrada Švice 1947 je potekala 8. julija 1947.

## Rezultati

### Finale
| Poz | Št | Dirkač                        | Dirkalnik      | Krogi | Čas/Odstop        | Št. mesto |
| --- | -- | ----------------------------- | -------------- | ----- | ----------------- | --------- |
| 1   | 38 | Jean-Pierre Wimille           | Alfa Romeo 158 | 30    | 1:25:09.1         | 1         |
| 2   | 36 | Achille Varzi                 | Alfa Romeo 158 | 30    | +44.7             | 2         |
| 3   | 34 | Carlo Felice Trossi           | Alfa Romeo 158 | 30    | +1:17.4           |           |
| 4   | 22 | Raymond Sommer                | Maserati 4CL   | 29    | +1 krog           |           |
| 5   | 32 | Consalvo Sanesi               | Alfa Romeo 158 | 29    | +1 krog           | 3         |
| 6   | 44 | Luigi Villoresi               | Maserati 4CL   | 29    | +1 krog           |           |
| 7   | 48 | Nello Pagani                  | Maserati 4CL   | 28    | +2 kroga          |           |
| 8   | 42 | Prince Bira                   | Maserati 4CL   | 28    | +2 kroga          |           |
| 9   | 54 | Toulo de Graffenried          | Maserati 4CL   | 27    | +3 krogi          |           |
| 10  | 16 | Raphaël Béthenod de las Casas | Maserati 4CL   | 27    | +3 krogi          |           |
| 11  | 26 | Robert Ansell                 | Maserati 4CL   | 26    | +4 krogi          |           |
| 12  | 12 | Henri Louveau                 | Delage D6.70   | 26    | +4 krogi          |           |
| 13  | 46 | Louis Chiron                  | Maserati 4CL   | 25    | +5 krogov         |           |
| 14  | 10 | Ernst Hürzeler                | Delage D6.70   | 25    | +5 krogov         |           |
| 15  | 18 | Louis Rosier                  | Talbot 150SS   | 25    | +5 krogov         |           |
| 16  | 4  | Eugene Chaboud                | Delahaye 135S  | 24    | +6 krogov         |           |
| 17  | 50 | Nino Grieco                   | Maserati 4CL   | 24    | +6 krogov         |           |
| Ods | 30 | Raymond Mays                  | ERA D          | 23    | Vzmetenje         |           |
| Ods | 14 | Maurice Trintignant           | Delage         | 11    | Črpalka za gorivo |           |
| Ods | 62 | Harry Schell                  | Cisitalia D46  | 7     | Diferencial       |           |
| Ods | 62 | Raymond de Sauge              | Cisitalia D46  | 7     | Diferencial       |           |

### Heat 1
Odebeljeni dirkači so se uvrstili v finale
| Poz | Št | Dirkač              | Dirkalnik      | Krogi | Čas/Odstop | Št. mesto |
| --- | -- | ------------------- | -------------- | ----- | ---------- | --------- |
| 1   | 36 | Achille Varzi       | Alfa Romeo 158 | 20    | 1:03:37.5  |           |
| 2   | 34 | Carlo Felice Trossi | Alfa Romeo 158 | 20    | +0.6       | 1         |
| 3   | 32 | Raymond Mays        | ERA D          | 20    | +2:31.5    |           |
| 4   | 48 | Nello Pagani        | Maserati 4CL   | 20    | +2:43.4    |           |
| 5   | 26 | Robert Ansell       | Maserati 4CL   | 19    | +1 krog    |           |
| 6   | 50 | Nino Grieco         | Maserati 4CL   | 17    | +3 krogi   |           |
| 7   | 62 | Harry Schell        | Cisitalia D46  | 17    | +3 krogi   |           |
| 8   | 42 | Enrico Plate        | Maserati 4CL   | 15    | +5 krogov  |           |
| Ods | 24 | Gordon Watson       | Alta           | 12    | Rezervoar  |           |
| Ods | 60 | Prince Bira         | Maserati 4CL   | 7     | Vzmetenje  |           |
| Ods | 64 | Raymond de Sauge    | Cisitalia D46  | 3     | Pnevmatike |           |
| Ods | 8  | Robert Klempener    | Delage D6.70   | 2     | Krmilo     |           |

- Najboljši štartni položaj : Carlo Felice Trossi, 2:42.9
- Najhitrejši krog : Achille Varzi, 3:02.3

### Heat 2
Odebeljeni dirkači so se uvrstili v finale
| Poz | Št | Dirkač                        | Dirkalnik      | Krogi | Čas/Odstop | Št. mesto |
| --- | -- | ----------------------------- | -------------- | ----- | ---------- | --------- |
| 1   | 38 | Jean-Pierre Wimille           | Alfa Romeo 158 | 20    | 57:46.3    | 1         |
| 2   | 32 | Consalvo Sanesi               | Alfa Romeo 158 | 20    | +2:10.2    |           |
| 3   | 44 | Luigi Villoresi               | Maserati 4CL   | 20    | +2:29.4    |           |
| 4   | 46 | Louis Chiron                  | Maserati 4CL   | 20    | +2:32.4    |           |
| 5   | 22 | Raymond Sommer                | Maserati 4CL   | 20    | +2:57.0    |           |
| 6   | 16 | Raphaël Béthenod de las Casas | Maserati 4CL   | 18    | +2 kroga   |           |
| Ods | 28 | Leslie Johnson                | Talbot 150C    | 11    | Trčenje    |           |
| Ods | 2  | Roger Loyer                   | Delage D6.70   | 6     | Menjalnik  |           |
| Ods | 58 | Adolfo Mandirola              | Maserati 4CL   | 1     |            |           |

- Najboljši štartni položaj : Jean-Pierre Wimille, 2:47.9
- Najhitrejši krog : Raymond Sommer, 2:46.6